# Клерво (Люксембург)
Клерво (люкс. Clierf, фр. Clervaux) — коммуна в Люксембурге, располагается в округе Дикирх. Коммуна Клерво (Люксембург) является частью кантона Клерво. В коммуне находится одноимённый населённый пункт.
Население составляет 1892 человек (на 2008 год), в коммуне располагаются 928 домашних хозяйств. Занимает площадь 25,49 км² (по занимаемой площади 32 место из 116 коммун). Наивысшая точка коммуны над уровнем моря составляет 521 м. (15 место из 116 коммун), наименьшая 322 м. (113 место из 116 коммун).

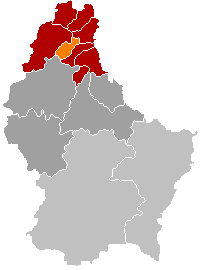
Оранжевый цвет — коммуна Клерво (Люксембург), красный — кантон Клерво.